# Insufficienza mitralica
Per insufficienza mitralica o rigurgito mitralico, si intende il manifestarsi del reflusso di sangue dal ventricolo sinistro all'atrio sinistro, dovuto ad un'anomalia che determina un'imperfetta coaptazione dei lembi mitralici durante la sistole ventricolare.

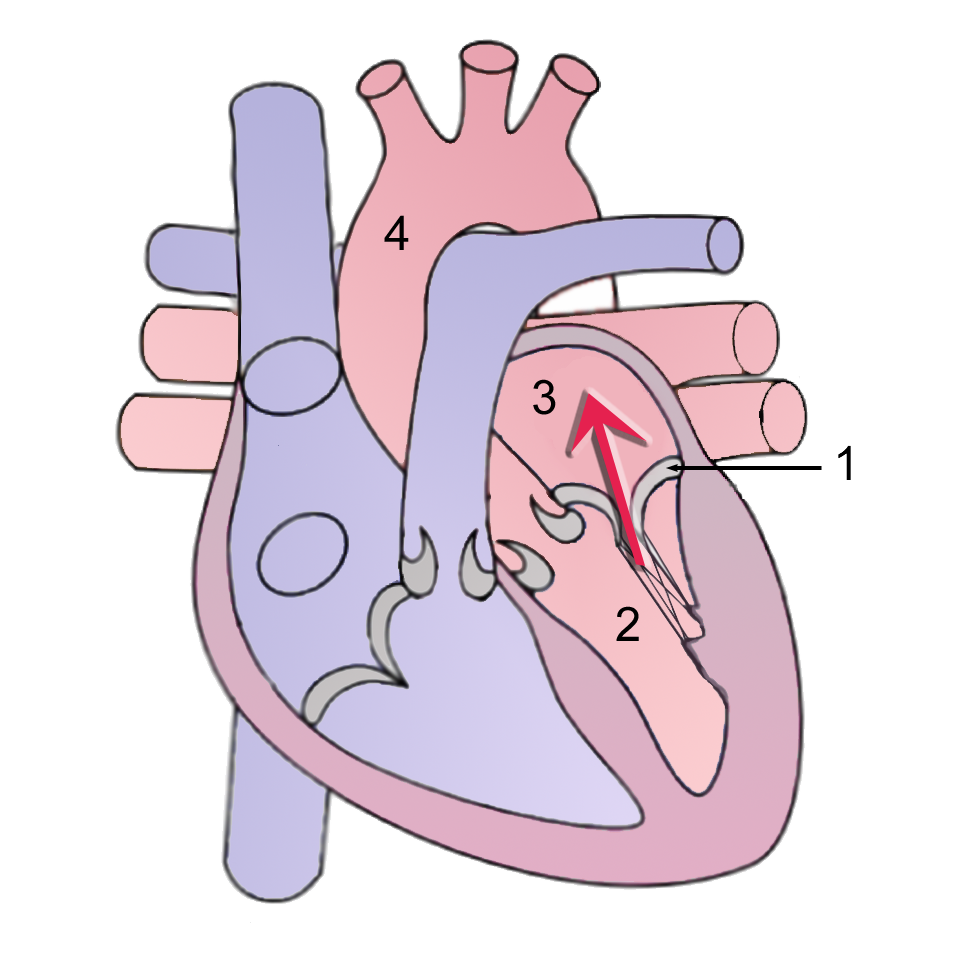
Schema dell’ insufficienza mitralica: 1 valvola mitralica - 2 ventricolo sinistro - 3 atrio sinistro - 4 aorta

## Eziologia
In passato la causa più comune di insufficienza mitralica era la malattia reumatica (con Soffio di Corey-Coombs), che causava retrazione e fibrosi delle cuspidi, associando quindi alla insufficienza anche una forma di stenosi mitralica. Attualmente la causa più comune è la degenerazione mixomatosa della valvola, talvolta associata a difetti congeniti del tessuto connettivo, come ad esempio la sindrome di Marfan.
Lo sviluppo di una cardiomiopatia dilatativa può portare a una insufficienza mitralica "funzionale", ossia determinata non da alterazioni anatomiche della valvola, ma da alterazioni volumetriche dell'atrio e del ventricolo sinistro..
Anche corde tendinee e muscoli papillari possono causare insufficienza valvolare: le prime se interessate da un processo reumatico che ne provoca la retrazione, i secondi in caso di rottura a seguito di un infarto miocardico.
Ulteriori cause sono l'endocardite e il prolasso valvolare mitralico.

## Patogenesi
L'insufficienza mitralica viene distinta in due forme, una acuta e una cronica.
La forma acuta è causata da un'endocardite acuta o dalla rottura di un muscolo papillare, e la conseguente insufficienza non concede all'atrio sinistro il tempo di dilatarsi e di ipertrofizzare per compensare l'aumento di volume e di pressione. Si crea così un rapido aumento di pressione all'interno dell'atrio e nelle vene polmonari, quindi nei capillari polmonari con conseguente edema polmonare.
La forma cronica invece è caratterizzata da rigurgiti ad intensità graduale, permettendo così all'atrio sinistro di adattare le sue pareti con la dilatazione, mantenendo la pressione al suo interno relativamente stabile. Il sangue rigurgitato in atrio sinistro si va a sommare al normale ritorno venoso e al successivo ciclo andrà nel ventricolo sinistro, causando in questo un aumento del volume e della pressione telediastolica. Il ventricolo sinistro compensa talora con l'ipertrofia eccentrica. Il sovraccarico di volume alla lunga può determinare scompenso del ventricolo con diminuzione della frazione di eiezione e quindi della gittata cardiaca.

## Segni e sintomi
Questa valvulopatia può evolvere in scompenso cardiaco, evoluzione che però si protrae negli anni e non sempre avviene completamente.

I sintomi tipici sono:
- cardiopalmo, dovuto a flutter atriale e/o fibrillazione atriale, extrasistoli ventricolari
- dispnea, nel caso si arrivi allo scompenso ventricolare
- astenia
- affaticamento

L'esame obiettivo, in particolare l'auscultazione, permette al medico di individuare una serie di segni:
- soffio sistolico,[5] che è il principale segno clinico della malattia. Questo non è in diretto rapporto con la gravità della valvulopatia, infatti se il soffio è intenso può indicare un'insufficienza lieve, mentre un soffio di debole intensità rivela una forma più grave in quanto la valvola non riesce a fare la minima resistenza al flusso retrogrado.[6][7]
- primo tono ridotto, a causa della mancata coaptazione dei lembi della valvola durante la sistole.
- secondo tono normale o leggermente aumentato.
- comparsa del terzo tono.

## Esami
Molti esami vengono effettuati:
- Radiografia del torace, dove si riscontra un ingrossamento delle camere cardiache di sinistra, si può riscontrare un edema polmonare
- ECG, si mostra un ingrandimento dell'onda P e dei complessi QRS;
- Ecocardiogramma con metodica Doppler, esame diagnostico elettivo che consente di identificare la malattia, quantificare l'entità (grado) e fornire indicazioni sulla probabile eziologia;
- Esami di laboratorio
- Cateterismo cardiaco, con il quale si comprende la gravità dell'insufficienza
- Angiografia coronarica

## Terapia
Se il rigurgito mitralico è lieve, non serve un trattamento specifico ma l'ecocardiogramma deve essere ripetuto periodicamente. Se compare la fibrillazione atriale, gli ace-inibitori riducono il rigurgito dell'atrio e quindi possono essere aggiunti al trattamento. In casi più acuti o complicati è necessaria la ricostruzione della valvola cardiaca o la sostituzione con protesi valvolare cardiaca.